# اتفاقية حماية وتعزيز تنوع أشكال التعبير الثقافي
اتفاقية حماية وتعزيز تنوع أشكال التعبير الثقافي هي معاهدةٌ جرى تبنيها في أكتوبر 2005 م في باريس خلال الدورة الثالثة والثلاثين للمؤتمر العام لمنظمة الأمم المتحدة للتربية والعلم والثقافة (اليونسكو)، وتعيد هذه الاتفاقية تأكيد الإعلان العالمي والإشارة إلى حقوق الإنسان بالإضافة لإعلان اليونسكو العالمي بشأن التنوع الثقافي، فقد دخل الاتفاق حيز التنفيذ في مارس 2007 م.
لقد استمر الجدل السياسي بين التجارة والثقافة الذي نشأ بنشأة هذه الاتفاقية، لذا فإن فكرة حماية التنوع الثقافي هي استجابةٌ مباشرة للمخاوف من تجانس الثقافة الناتجة عن عمليات العولمة؛ ففي العقد الأول من القرن الحادي والعشرين طور أعضاء اليونسكو أداتين لحماية هذا التنوع وهما:
أولا- اتفاقية عام 2003 م لحماية التراث الثقافي غير المادي
ثانيا- اتفاقية عام 2005 م بشأن حماية وتعزيز تنوع أشكال التعبير الثقافي

## الخلفية والمفاوضات التي أدت إلى اعتماد اتفاقية 2005 م
جاءت المفاوضات كدعم أساسي في اعتماد الاتفاقية الثانية والتي جرت من العام 2005 م، أما السياق المؤدي إلى التفاوض بصكٍ قانوني كان ملزمًا تمامًا بشأنِ وشرط التنوع الثقافي.
تأثير تحرير التجارة على السياسات الثقافية للدول    
إن مفهوم تنوع أشكال التعبير الثقافي هو نتيجة تحول نموذجي في الطريقة التي يُنظر بها إلى الوضع الخاص للثقافة في العلاقات الدولية لا سيما في سياق الاتفاقيات التي تهدف إلى تحرير التجارة، وتُخلف مفاهيم الاستثناء الثقافي أو الإعفاء الثقافي الذي ظهر خلال الثمانينيات أن إدراك بعض الدول لتأثير تحرير المبادلات الاقتصادية على سياساتها الثقافية هو الدافع لظهور مفهوم التنوع الثقافي مع الحاجة إلى حماية تنوع أشكال هذا التعبير الثقافي لا سيما بسبب قوة سوق أفلام هوليوود، ومن الجدير بالذكر القول أن ولادة هذه الاتفاقية جاءت ملبية للرغبة بالتوفيق بين الأهداف التي تبدو غير قابلة لإرضاء الأصداء السياسية الثقافية أو حماية التنوع الثقافي من ناحية أخرى، ولا ننسى السياسات التجارية أو تحرير التجارة الدولية من ناحية أخرى،ومن المهم كذلك معرفة وتحديد الظروف التي أدت إلى تطوير مفهوم التنوع الثقافي من أجل فهم الدافع لاعتماد إعلان عالمي بشأن
التنوع الثقافي في عام 2001 م.
يأتي بعدهُ أيضًا اعتماد اتفاق حماية وتعزيز تنوع أشكال التعبير الثقافي للأعوام التي تليه، كما وأنه قد شاع صيت تحرير التبادلات الاقتصادية على نطاق واسع وانطلقت عليه المسميات ومن ذلك "العولمة" والتجارة الحرة كما يسميها البعض وهو في أصله يتكون أساسًا من التخفيض التدريجي للحواجز الجمركية وغير الجمركية على التجارة بهدف تسهيل حركة السلع والخدمات ورؤوس الأموال بين الدول في العديد من الاتفاقيات، فهذا يعطي الدول متعةً لا محدودة من الفسحة لكنه غالبًا ما يكون متغيرًا بسبب ارتباطه باستبعاد بعض القطاعات الاقتصادية أو حتى من التزاماتها لإنشاء استثناءات لحماية السياسات الوطنية التي قد تتعارض مع التزاماتها التجارية وعلى سبيل المثال:  
السياسات البيئية والاجتماعية والثقافية إلخ…
أما على المستوى متعدد الأطراف فلقد جرى تحفيز وتحرير التجارة لأول مرة من خلال اعتماد الاتفاقية العامة للتعريفات الجمركية والتجارة "الجات" في عام 1947 م مما أتاح إصلاح النظام التجاري متعدد الأطراف الذي جرى تنفيذه في إطار مفاوضات جولة أوروغواي لعاميّ 1986 – 1994م، فهذا مكن من دمج الاتفاقيتين في مجموعة أوسع بكثير من اتفاقيات التجارة متعددة الأطراف، وأتاح الفرصة لدخول الاتفاقيات الملحقة بإعلان مراكش لعام ١٩٩٤م حيز التنفيذ في الأول من يناير لعام ١٩٩٥م، فأدى ذلك في الوقت نفسه إلى إنشاء اتفاقية الجات وتنفيذها، والتي تؤدي هي الأخرى  إلى إنشاء منظمة التجارة العالمية (wto) ودخولها حيز التشغيل.
اعترفت اتفاقية الجات لعام 1947م بالخصوصية الثقافية لقطاع الأفلام، وذلك من خلال السماح للدول بالحفاظ على أنواع معينة من حصص الشاشة لضمان بث الأفلام الوطنية عندما كان النظام التجاري قيد الإصلاح في الثمانينيات والتسعينيات من القرن الماضي، فطلبت كندا وفرنسا معاملة خاصة للخدمات السمعية البصرية في الاتفاقية العامة الجديدة  للتجارة في الخدمات (GATS).
التي كانت قيد التفاوض، عارضت الولايات المتحدة ذلك بشدة مما أدى إلى فشل الاستثناء الثقافي وهو تعبير يعكس استحالة استبعاد القطاع الثقافي من نظام التجارة متعدد الأطراف الذي جرى إصلاحه، فتفاقم ذلك بسبب الفشل في التفاوض على إتفاقٍ متعدد الأطراف بشأن الاستثمار، واقترح مشروع نصه الموحد إدراج بند استثناء ثقافي فضلاً عن الفشل في إطلاق جولة جديدة من المفاوضات التجارية في المؤتمر الوزاري الثالث لمنظمة التجارة العالمية. في سياتل في ديسمبر 1999م.
كان ضعف السياسات الثقافية للدولة واضحًا وجليًا أيضًا في بعض النزاعات التجارية وعلى الأخص في الصعيد الكندي، إذ رفضت الهيئة إحدى حجج كندا التي مفادها بأنه نظرًا لاختلاف محتوى الدوريات الكندية والأمريكية فإن المنتجات ليست كلها متشابهة وبالتالي قد تُعامل كندا بشكل مختلف؛ وفي النهاية لم يجر اعتماد أي من الإجراءات لحماية صناعة الدوريات الكندية ونتيجة لهذه الحالة تبين أن بعض التدابير المصممة لحماية صناعة الدوريات الكندية غير متوافقة في أصلها مع المادتين الثالثة والحادية عشرة من اتفاقية الجات عام 1994م، وفي أعقاب هذه الأحداث تبقى سؤال واحد بدون حل:
هل يجب معاملة المنتجات ذات القيمة الثقافية مثل أي سلعة أخرى؟
فبعض الدول تجيزُ القول بنعم وهذه الدول التي تجيب بالإيجاب تعتقد أنه من الضروري اعتماد صك قانوني  
مستقل في حماية المنتجات الثقافية ذات القيمة الرفيعة.